# Aladdin: or, a Lad Out
Aladdin: or, a Lad Out è un cortometraggio muto del 1914 diretto da Hay Plumb.

## Trama
Uno studente d'arte sogna che lo zio gli regala la lampada di Aladino.

## Produzione
Il film fu prodotto dalla Hepworth.

## Distribuzione
Distribuito dalla Hepworth, il film - un cortometraggio in una bobina - uscì nelle sale cinematografiche britanniche nel novembre 1914.
Fu distrutto nel 1924 dallo stesso produttore, Cecil M. Hepworth. Fallito, in gravissime difficoltà finanziarie, Hepworth pensò in questo modo di poter almeno recuperare il nitrato d'argento della pellicola.